# Amans-Alexis Monteil
Amans-Alexis Monteil (Rodez (Aveyron) 7 de junio de 1769 — Cély (Sena y Marne), 20 de febrero de 1850), historiador e escritor francés, introductor en la historiografía europea de la historia de los pueblos. Convencido de que los historiadores dedicaban demasiada atención a reyes y generales, olvidando el papel de la masa anónima del pueblo en los eventos históricos, reunió una impresionante colección de documentos probando el peso determinante de las masas populares y publicó la primera historia de Francia no centrada en la acción de las élites dominantes.

## Biografía
Amans-Alexis Monteil nació un 7 de junio de 1769 en Rodez (Aveyron). 
Se casó con Marie Rivié (1776 - 1813) apodada como Annette, descendiente de la noble casa de Lusignan y de los Focras de Neuville, que falleció prematuramente, dejándole un único hijo, también llamado Alexis, nacido el 1 de abril de 1804.
Ejerció las funciones de secretario del distrito de Aubin en el período de la Revolución francesa. En 1799 era docente en la École Centrale de Rodez, pasando en 1804 para la École Militaire de Fontainebleau y después para la Escuela Militar Especial de Saint-Cyr. Entre 1827 y 1844 publicó su obra seminal Histoire des français des divers états, ou histoire de France aux cinq derniers siècles , que constituyó un marco esencial de la historiografía europea.
Falleció el 20 de febrero de 1850, en Chély, en la región de Seine-et-Marne.

## La obra y su importancia
Interesado por los asuntos de la Historia, especialmente la francesa, enseñó esta disciplina en Rodez, Fontainebleau y después en Saint-Cyr.
Monteil pensaba que tradicionalmente se le había dado una importancia desproporcionada a los reyes, a sus ministros y generales, siendo mucho más significativo e importante para la compresión de la Historia estudia al pueblo. En su obra Histoire des français des divers états, ou histoire de France aux cinq derniers siècles, publicada en 10 volúmenes entre 1828 y 1844, procuró describir las diferentes clases sociales, su ocupación y su papel en el desarrollo de las comunidades. 
Con este objetivo obtuvo una vasta colección de manuscritos, que vendió en 1835, muchos de los cuales pasaron a la biblioteca privada de Sir Thomas Philipps. El catálogo de esos manuscritos fue publicado con el título de Traité de matériaux manuscrits de divers genres d'histoire. Continuó siendo, a pesar de la dispersión de la colección, un elemento preciso para el estudio de la materia y par la comprensión de la obra de Monteil.
Se enorgullecía de haber sido el primero en escribir una historia verdaderamente "nacional", sin limitarse a la historia de las élites ni a una mera enumeración de reyes y generales y sus respectivos hechos. Este punto de viste es bien explicado en la memoria titulada L'Influence de l'histoire des divers états, ou comment serait allée la France si elle est eu cette histoire, publicada en 1840. Esa misma publicación fue reeditada en 1841, después de ser revisada con el título de Les Français pour la première fois dans l'histoire de France, ou poétique de l'histoire des divers états.
Monteil no inventó la historia de la civilización, pero fue uno de los primeros en Francia, y en Europa, en percibir y demostrar su extrema importancia.
Publicó una 3.ª edición revisada de su obra (5 volúmenes, en 1848). Una 4.ª edición apareció después de su muerte, con prefacio y notas de Jules Janin (5 volúmenes, en 1853).

## Obras publicadas
- Histoire des français des divers états ou histoire de France aux cinq derniers siècles, 10 volúmenes, Editions Coquebert, Paris, 1847.
- Traité de matériaux manuscrits de divers genres d'histoire, Duverger, Paris, 1835 (2 volúmenes en 8 [215 x 132 mm] de VI + 364 pp./ 392 pp.).
- Description du département de l'Aveiron, (2 volúmenes), Villefranche-de-Rouergue, 1802.
- Histoire financière de la France depuis les premiers temps de la monarchie jusqu'à nos jours, M. Barbou, Limoges, 1881.
- Histoire de l'industrie française et des gens de métiers. Introduction, supplément et notes par Charles Louandre, Bibliothèque Nouvelle, Paris, 1872.
- Histoire de l'industrie française et des gens de métiers, Paul Dupont, Paris, 1868.
- Mes éphémérides, Cardinal, Paris (nueva edición anotada de 158 pp.), 2003 (ISBN 2-911461-08-8).
- Le souffleur: une aventure de Nicolas Flamel, Cardinal, Paris (nueva edición, 50 p.), 1998 (ISBN 2-911461-18-5).

- Datos: Q2841108
- Multimedia: Amans-Alexis Monteil / Q2841108